# Huangshi
Huangshi (cinese semplificato: 黄石; pinyin: Huángshí) è una città-prefettura (地级市 dijishi) della Cina nella provincia dello Hubei.

## Geografia fisica

### Territorio
Huangshi è situata nella parte Sud-Est della provincia, lungo la riva Sud dello Fiume Azzurro. Si trova all'est di Wuhan ed a Sud confina con il Jiangxi. Ha una superficie di 4.631 km². Il territorio è soprattutto formato da piccole montagne e colline. La montagna più alta è la montagna delle 7 Vette, con un'altezza di 860 m s.l.m. 

### Clima
La temperatura media annua è di 17 °C.

## Geografia antropica

### Suddivisioni amministrative
Huangshi ha 4 distretti, 1 zona economica speciale, 1 contea, e 1 città.
- Daye (大冶市)
- Distretto di Huangshigang (黄石港区)
- Distretto di Xisaishan (西塞山区)
- Distretto di Xialu (下陆区)
- Distretto di Tieshan (铁山区)
- Contea di Yangxin (阳新县)
- Zona Economica Speciale di Huangshi (黄石经济开发区)

## Società

### Evoluzione demografica
Huangshi ha una popolazione di oltre 2,53 milioni di persone.

### Etnie e minoranze straniere
Gli abitanti sono in maggioranza di etnia Han (99 %).

## Monumenti e luoghi d'interesse
- Grotta di Feyun

## Economia

### Turismo
Le attrazioni naturali di Huangshi consistono in laghi e montagne.

## Sport

### Sportivi
- Cheng Fei, 28 maggio 1988, ginnasta